# أيشي نيشيمورا
أيشي نيشيمورا هو سياسي ياباني، ولد في 28 أغسطس 1897 في هيمشيما ‏ في اليابان، وتوفي في 15 سبتمبر 1987. نشط حزبياً في الحزب الليبرالي الديمقراطي الياباني. وقد انتخب عضو مجلس النواب الياباني ‏ وانتخب Minister of Construction ‏ (5 يوليو 1971 – 7 يوليو 1972) وانتخب Minister of Construction ‏ (3 ديسمبر 1966 – 25 نوفمبر 1967).